# 川崎市立千代ヶ丘小学校
川崎市立千代ヶ丘小学校（かわさきしりつちよがおかしょうがっこう）は、神奈川県川崎市麻生区千代ヶ丘8丁目にある市立小学校。

## 概要
- 本校は麻生区北部に位置し、川崎市では最も標高の高い位置にある学校である。

## 沿革
- 1975年（昭和50年）
  - 4月1日 - 開校。
  - 8月13日 - 第1期校舎建築工事竣工。
  - 9月1日 - 入校式挙行。
  - 11月22日 - 開校式挙行。校章・校旗・校歌制定。
- 1976年（昭和51年）
  - 4月5日 - 西生田小学校より、児童81名転入。
  - 7月8日 - プール工事竣工。
  - 8月31日 - 飼育舎完成。
- 1977年（昭和52年）
  - 11月30日 - バックネットが寄贈される。
  - 12月15日 - 第1回スケート教室実施。
- 1978年（昭和53年）6月19日 - スクールバンドを編成する。
- 1980年（昭和55年）
  - 9月17日 - 観察池と固定円木体育施設が完成。
  - 11月21日 - 第1回千代小まつり実施。
- 1981年（昭和56年）11月26日 - 第4期校舎建築工事竣工（プレイルーム）。
- 1982年（昭和57年）1月18日 - 倉庫・飼育舎・裏門完成。
- 1984年（昭和59年）
  - 11月16日 - 「あいうえ行進曲」発表会。ブロンズ像「未来」除幕式。
  - 11月20日 - 創立10周年記念式典挙行。
- 1990年（平成2年）3月22日 - 金程小学校へ移る児童とのお別れ。
- 1992年（平成4年）1月16日 - 新飼育小屋完成。
- 1994年（平成6年）11月26日 - 創立20周年記念式典挙行。
- 2001年（平成13年）2月1日 - 情報センター設置、パソコン22台導入。
- 2003年（平成15年）4月1日 - わくわくプラザ開設。
- 2004年（平成16年）11月13日 - 創立30周年記念式典挙行。
- 2007年（平成19年） - A棟2階トイレ改修。
- 2018年（平成30年） - 体育館改修工事完了。
- 2019年（令和元年） - A棟トイレ改修。校舎外壁工事完了。

## 教育目標
- 知・徳・体の調和のとれた子どもの育成を図る
- 礎的・基本的な知識・技能の定着とその活用を図る
- 子どもの個性や人権を大切にし、自ら学び、自ら考える「生きる力」を培う

## めざす子ども像
- 深く考える子（知）
- 思いやりのある子（徳）
- たくましい子（体）

## 通学区域
出典
- 千代ヶ丘（1丁目～9丁目）
- 細山8丁目
- 大字細山
- 万福寺4丁目（13番・14番・21番～23番）
- 万福寺5丁目（19番・20番）

## 進学先中学校
出典
- 川崎市立金程中学校

## 学校周辺
周辺は住宅地が広がる。
- 千代ヶ丘西久保緑地 - 川崎市道をはさんで、敷地が隣接。
- 学校法人南嶺学園ちよがおか幼稚園
- 老人ホームそんぽの家新百合ヶ丘
- 川崎市立金程中学校 - 主な進学先中学校でもある
- 川崎市立金程小学校
- 神奈川県立麻生高等学校
- なお、千代ヶ丘西久保緑地以外の公園・緑地も点在するほか、東京都との都県境も近く、東京都稲城市側には東京よみうりカントリークラブ（14番ホール・15番ホールは川崎市麻生区側(校地から北へ約120m)）もある。

## 交通
- 小田急バス「新03」・「新07」・「新09」の各系統で、「千代ヶ丘小学校入口」バス停下車後、徒歩約150m・数分（バス停から学校敷地までは約50mだが、道路と校門の位置関係で遠廻りとなる）。
- 小田急電鉄小田原線・多摩線新百合ヶ丘駅から、上述の小田急バスで7分、「千代ヶ丘小学校入口」バス停下車後、徒歩。